# Колтрейн, Робби
Ро́бби Ко́лтрейн (англ. Robbie Coltrane, настоящее имя — Э́нтони Ро́берт Макми́ллан (англ. Anthony Robert McMillan); 30 марта 1950, Рутерглен, Ланаркшир — 14 октября 2022, Фолкерк) — британский кино- и телеактёр, комик, сценарист, продюсер. Бывший член байкерской организации «Ангелы ада». Известен в основном как исполнитель роли доктора Эдди «Фитца» Фитцжеральда в британском телевизионном сериале «Метод Крекера» и Хагрида в серии фильмов о Гарри Поттере, а также ролью сестры Инвиолаты в фильме «Монашки в бегах». Офицер ордена Британской империи (OBE).

## Ранние годы
Робби Колтрейн родился 30 марта 1950 года, в Рутерглене, Шотландия, Великобритания. Мать — Джин Макмиллан-Росс (урождённая Хауи), педагог и пианистка, отец — Иэн Бакстер Макмиллан, практикующий семейный врач и судебный хирург. У него остались старшая сестра Энни и младшая сестра Джейн. Колтрейн приходился правнуком шотландскому предпринимателю Томасу У. Хауи.
Робби Колтрейн получил образование в престижном колледже Гленалмонд в графстве Перт, из которого его едва не исключили из-за нарушения дисциплины.
После Гленалмонда молодой человек поступил в Школу искусств Глазго, а затем в педагогический колледж «Дом Морей» в Эдинбурге. Участвовал во множественных акциях: международной амнистии, «Гринпис», лейбористской партии и кампании за ядерное разоружение.

## Карьера
Свой псевдоним Колтрейн взял в честь джазового саксофониста Джона Колтрейна.
Первое его появление на экране произошло на канале ВВС в 1981 году в комедийном телесериале «A Kick Up the Eighties». После он также играл в комедийных скетчах и шоу: «The Comic Strip Presents» (1982), «Alfresco» (1983—1984) и т. д.
Вскоре Колтрейн стал получать роли и в большом кино: «Флэш Гордон» (1980), «Прямой репортаж о смерти» (1980), Scrubbers (1983), «Крулл» (1983), The Supergrass (1985), «Абсолютные новички» (1986), «Мона Лиза» (1986) и появился в роли Аннабелль в фильме The Fruit Machine (1988). Также принял участие в телевизионном сериале «Чёрная Гадюка» в роли Сэмюэла Джонсона.
В 1989 году исполнил роль Фальстафа в кинофильме «Генрих V» режиссёра Кеннета Брана. Вместе с Эриком Айдлом сыграл одну из главных ролей в фильме «Монашки в бегах» (1990), перевоплотился в Папу Римского в фильме «Папа должен похудеть» (1991).
В начале 1990-х годов карьера Колтрейна пошла на спад, хотя он и был задействован в огромном количестве различных шоу. Наконец, в середине 1990-х годов ему предлагают роль в двух фильмах Бондианы «Золотой глаз» (1995) и «И целого мира мало» (1999) и роль в фильме «Из ада» (2001).
С начала 2000-х годов играл роль полувеликана Хагрида в фильмах о Гарри Поттере (2001—2011 годы).

## Личная жизнь
В конце 1980-х годов Колтрейн познакомился со скульптором Роной Геммелл, в то время студенткой Школы искусств Глазго. В период отношений у пары родились двое детей: сын Спенсер (род. 1992) и дочь Элис (род. 1998). В 1999 году Колтрейн и Геммелл поженились, а в 2003 году последовал их развод, однако они оставались близкими друзьями.

## Болезнь и смерть
В 2016 году у Колтрейна диагностировали остеоартроз. С 2019 года из-за болезни актёр передвигался на инвалидном кресле.
Колтрейн умер 14 октября 2022 года на 73-м году жизни в шотландской больнице Форт Вэлли Ройал города Ларберт в округе Фолкерк. Смерть актёра была подтверждена его бывшей супругой и агентом. Причиной смерти стала полиорганная недостаточность, осложнённая сепсисом, инфекцией нижних дыхательных путей и блокадой сердца. Также известно, что актёр страдал ожирением и диабетом 2-го типа.

## Фильмография
| год         | Фильм                                   | Роль                              | Примечание               |
| ----------- | --------------------------------------- | --------------------------------- | ------------------------ |
| 1980        | Флэш Гордон                             | Человек на аэродроме              |                          |
| 1980        | Прямой репортаж о смерти                | водитель лимузина                 |                          |
| 1982        | Госпиталь «Британия»                    | Дозорный                          |                          |
| 1983        | Крулл                                   | Рин                               |                          |
| 1985        | Отпуск в Европе                         | Мужчина в ванной комнате          |                          |
| 1986        | Караваджо                               | Шипионе Боргезе                   |                          |
| 1986        | Абсолютные новички                      | Марио                             |                          |
| 1986        | Мона Лиза                               | Томас                             |                          |
| 1988        | Страна чудес                            | Аннабелль                         |                          |
| 1989        | Генрих V                                | сэр Джон Фальстаф                 |                          |
| 1989        | Берт Ригби, ты — дурак                  | Сид Трэмпл                        |                          |
| 1989        | Скачи во весь опор!                     | Продавец билетов                  |                          |
| 1989        | Дэнни — чемпион мира                    | Виктор Хэйзелл                    |                          |
| 1989        | Поток                                   | Монтклэр                          |                          |
| 1990        | Монашки в бегах                         | Чарли МакМанус / Сестра Инвиолата |                          |
| 1990        | Полностью вменяемый                     | Алонсо Тёрнер                     |                          |
| 1991        | Папа должен похудеть                    | Папа                              |                          |
| 1992        | О, что за ночь                          | Тодд                              |                          |
| 1993        | Приключения Гека Финна                  | Старик «Герцог»                   |                          |
| 1995        | Золотой глаз                            | Валентин Дмитриевич Жуковский     |                          |
| 1997        | Бадди                                   | доктор Билл Линц                  |                          |
| 1998        | Лягушки для змей                        | Эл Сантана                        |                          |
| 1998        | Монтана                                 | Босс                              |                          |
| 1999        | И целого мира мало                      | Валентин Дмитриевич Жуковский     |                          |
| 1999        | Послание в бутылке                      | Чарли Тоши                        |                          |
| 1999        | Алиса в Стране чудес                    | Мистер Траляля                    |                          |
| 2001        | Гарри Поттер и философский камень       | Хагрид                            |                          |
| 2001        | На носу                                 | Дилейни                           |                          |
| 2001        | Из ада                                  | сержант Питер Годли               |                          |
| 2002        | Гарри Поттер и Тайная комната           | Хагрид                            |                          |
| 2004        | Двенадцать друзей Оушена                | Мацуи                             |                          |
| 2004        | Гарри Поттер и узник Азкабана           | Хагрид                            |                          |
| 2004        | Ван Хельсинг: Лондонское задание        | мистер Хайд                       | голос                    |
| 2004        | Ван Хельсинг                            | мистер Хайд                       | голос                    |
| 2005        | Гарри Поттер и Кубок огня               | Хагрид                            |                          |
| 2006        | Громобой                                | Премьер-министр                   |                          |
| 2006        | Спровоцированная                        | лорд Эдвард Фостер                |                          |
| 2007        | Гарри Поттер и Орден Феникса            | Хагрид                            |                          |
| 2008        | Приключения Десперо                     | Грегори                           | голос                    |
| 2008        | Братья Блум                             | куратор                           |                          |
| 2009        | Гарри Поттер и Принц-полукровка         | Хагрид                            |                          |
| 2009        | Губи                                    | Губи                              | голос                    |
| 2010        | Гарри Поттер и Дары Смерти: часть 1     | Хагрид                            |                          |
| 2011        | Гарри Поттер и Дары Смерти: часть 2     | Хагрид                            |                          |
| 2012        | Большие надежды                         | Джеггерс                          |                          |
| 2012        | Храбрая сердцем                         | Лорд Дингвал                      | голос                    |
| 2014        | Эффи                                    | Доктор                            |                          |
| 2022        | Возвращение в Хогвартс                  | в роли самого себя                | документальный           |
| Телевидение |                                         |                                   |                          |
| Год         | Название                                | Роль                              | Примечание               |
| 1987        | Чёрная Гадюка 3                         | Сэмюел Джонсон                    |                          |
| 1988        | Рождественские песнопения Чёрной Гадюки | Дух Рождества                     |                          |
| 1993-2007   | Метод Крекера                           | доктор Эдди «Фитц» Фитцжеральд    |                          |
| 1999        | Алиса в Стране чудес                    | Траляля                           |                          |
| 2004        | Львиная семейка                         | Джеймс                            | голос                    |
| 2004        | Фрейзер                                 | Майкл Мун                         | Финальная серия: часть 1 |
| 2009        | Груффало                                | Груффало                          | голос                    |
| 2011        | Дочурка Груффало                        | Груффало                          | голос                    |
| 2016        | Национальное достояние (сериал 2016)    | Паул Финчер                       |                          |

## Награды и премии
| Год  | Организация  | Награда                    | Фильм                             | Результат |
| ---- | ------------ | -------------------------- | --------------------------------- | --------- |
| 2002 | BAFTA Awards | Лучший актёр второго плана | Гарри Поттер и философский камень | Номинация |